# Helena Salonius
Helena Salonius (17 de marzo de 1930 – 24 de septiembre de 2012) fue una actriz y soprano finlandesa.

## Biografía
Su nombre completo era Helmi Helena Salonius, y nació en Helsinki, Finlandia, siendo su madre la cantante Helmi Frilander, amiga de la cantante de ópera Aino Ackté. Nunca conoció a su padre, pues falleció a los pocos meses de nacer ella. Salonius empezó su formación en 1939 en la escuela conjunta Suomalainen Yhteiskoulu de su ciudad natal. Allí ganó concursos culturales de canto y recitación. 
En el año 1950 empezó a estudiar en la Academia de Teatro de la Universidad de las Artes de Helsinki. Tras graduarse obtuvo un puesto en el Kaupunginteatteri de Turku, donde tenía como compañero de clase a su futuro esposo, Saulo Haarla. De Turku pasó al Työväen Teatteri de Tampere. En estos teatros tuvo actuaciones como la de Blanche en la obra de Tennessee Williams Un tranvía llamado Deseo y la Katharine en el musical Kiss Me, Kate, de Cole Porter.
En 1961 Salonius empezó a estudiar canto a tiempo completo, haciendo viajes a Austria e Italia, y teniendo en Finlandia como profesores a Antti Koskinen y Aulikki Rautawaara. Salonius actuó en la Ópera Nacional de Finlandia con obras como Lemmin poika, Juha y Punainen viiva, y en el Festival de Ópera de Savonlinna representó la ópera Kuningas lähtee Ranskaan. 
Salonius trabajó también para el cine y la televisión, siendo algunas de su películas Tytön huivi (1951), Oi muistatkos (1954) y Mä oksalla ylimmällä (1954).
Helena Salonius falleció en Helsinki en 2012, a los 82 años de edad. Ella y Saulo Haarla tuvieron dos hijos, el artista Teuri Haarla y la pianista Iro Haarla.